# 여수진성중학교
여수진성중학교(麗水眞成中學校)는 대한민국 전라남도 여수시 봉강동에 있는 사립 중학교이다.

## 학교 연혁
- 1952년 12월 28일 : 여항중학교 설립인가
- 1977년 8월 24일 : 학교법인 봉강학원 김재호 이사장 취임
- 1979년 12월 15일 : 학교법인 호석학원과 진성여자중학교로 개명
- 2024년 3월 1일 : 진성여자중학교 제13대 진선희 교장 취임
- 2024년 6월 1일 : 학교법인 호석학원 배영준 이사장 취임
- 2025년 1월 9일 : 2024학년도 제73회 106명 졸업 (총 졸업생수 20,303명)
- 2025년 3월 1일 : 여수진성중학교로 개명(남녀공학 전환)

## 참고 자료
- 여수진성중학교 - 한국교육학술정보원 학교알리미